# Franz Josef Dobiaschofsky

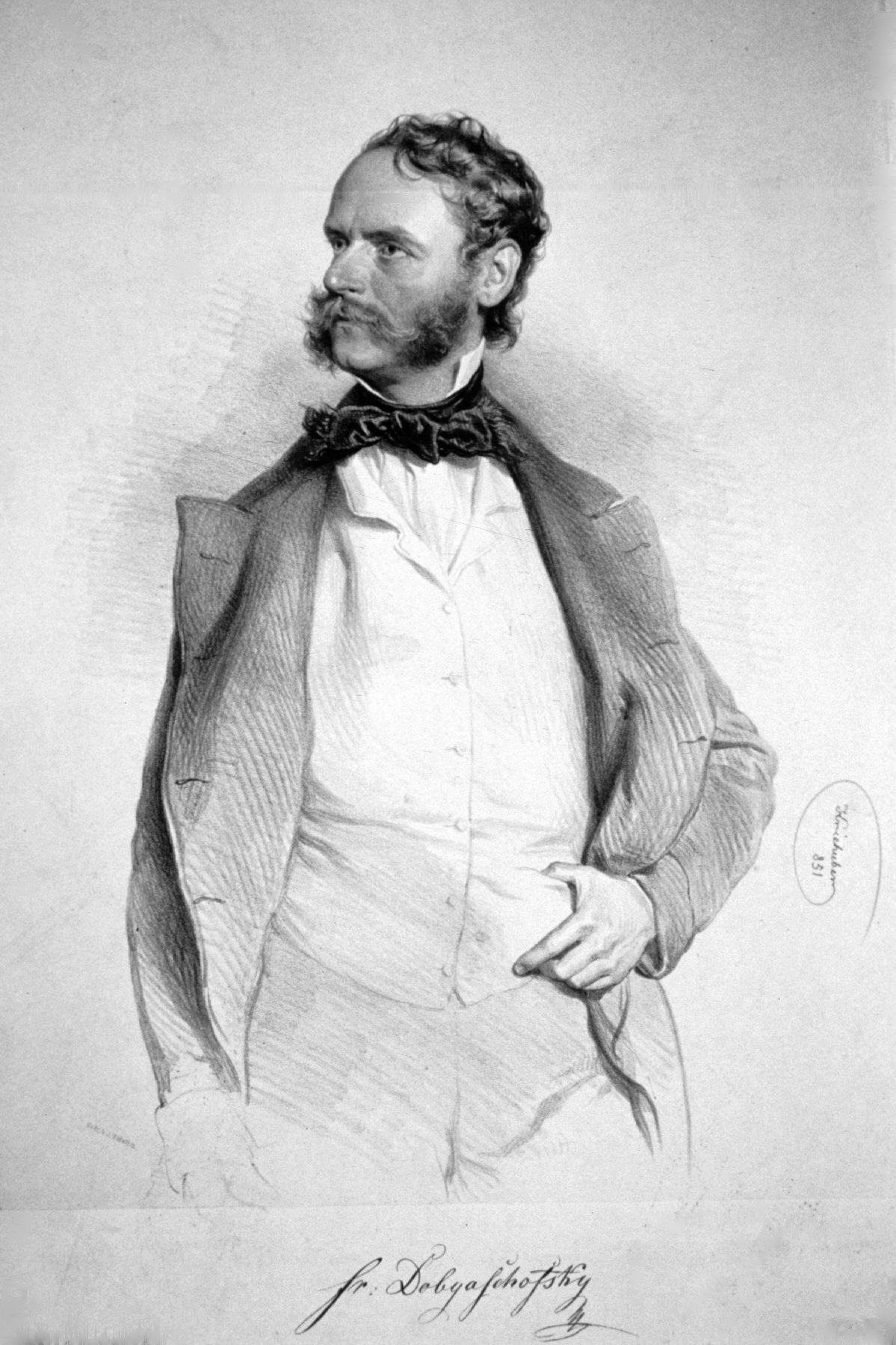
Franz Dobyaschofsky, Lithographie von Josef Kriehuber, 1851

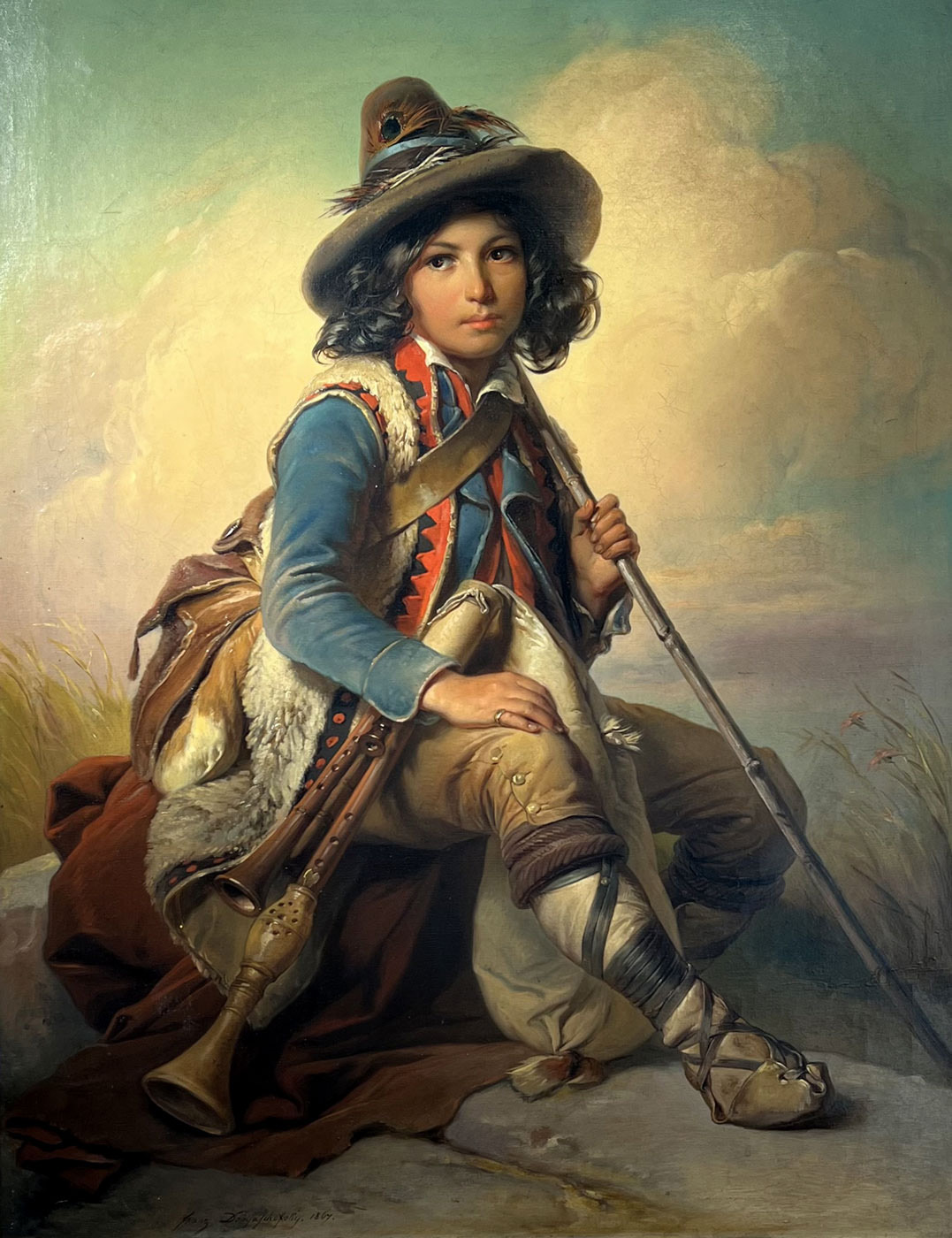
Römischer Hirtenknabe 1867

Franz Josef Dobiaschofsky (* 23. November 1818 in Wien; † 7. Dezember 1867 ebenda) war ein österreichischer Maler.

## Leben
Franz Josef Dobiaschofsky war der Sohn des Frauenkleidermachers Josef Dobiaschofsky und dessen Freu Katharina Klara Kriechbaum. Er wurde im Haus „Zur Alster“ im ehemaligen Neudeggergrund (heute Neudeggergasse 4) geboren.
Von 1830 bis 1841 besuchte er die Wiener Akademie der bildenden Künste und war dort Schüler von Joseph von Führich und Leopold Kupelwieser. 1848 erregte sein Bild Faust und Gretchen im 19. Jahrhundert Aufsehen, weil er Faust als Studenten mit schwarz-rot-goldener Schärpe und Kalabreser dargestellt hatte. Nach Einspruch der Polizei musste er das Bild übermalen.
1850/51 war Dobiaschofsky provisorischer Professor der Malerei an der Vorbereitungsschule der Akademie. 1854–56 unternahm er eine Studienreise nach Rom. 1865 wurde er Akademischer Rat.
Franz Josef Dobiaschofsky wohnte im Geylinghaus Windmühlgasse 28, wo zahlreiche seiner Bilder entstanden. Er war Mitarbeiter des Malers Carl Geyling und gehörte zu dessen Freundeskreis. Nach seinem Tod wurde Dobiaschofsky auf dem Schmelzer Friedhof beigesetzt.
1955 wurde der Dobiaschofskyweg in Wien-Altmannsdorf dem Künstler zu Ehren benannt.

## Werke
Dobiaschowsky war in erster Linie Historienmaler und Maler religiöser Gemälde in der Nachfolge der Nazarener. Seine Lehrer Führich und Kupelwieser prägten ihn, wobei er sich aber ab 1848 von der strengen religiösen Auffassung Führichs etwas löste und auch Genrebilder schuf. Neben einigen Altarbildern in Wiener Kirchen malte Dobiaschofsky auch Fresken für die Prunkstiege der Hofoper.
- Hochaltarblatt Johannes der Täufer in der Pfarrkirche Maiersdorf, 1848
- Herzog Ernst der Eiserne rettet Cimburgis von Masowien (Wien, Österreichische Galerie, Inv. Nr. 9608), 1850, Öl auf Leinwand
- Christus am Ölberg (Wien, Altlerchenfelderkirche), 1854–1856
- Verklärung Christi (Wien, Altlerchenfelderkirche), 1854–1856
- Ölbild Christus mit dem hl. Martin in der Pfarrkirche Purk, um 1860
- Kreuzigung (Wien, Ulrichskirche), 1864, Altarbild
- Rosenwunder der hl. Elisabeth (Wien, Elisabethkirche), 1866, Altarbild